# إيجار تشغيلي
يعتبر مصطلح «إيجار تشغيلي» مربك إلى حد ما لأنه معناه يختلف بحسب سياق الكلام. فمن منظور خصائصية المنتج فهذا النوع من عقود الإيجار، كتمميز عن عقد الإيجار التمويلي، هو النوع الذي يتحمل فيه المؤجر مخاطر جانبية أكبر، في حين أن عقود الإيجار التمويلي على النقيض أو لها قيمة باقية (القيمة السوقية للمنتج بعد إنتهاء العقد) منخفضة. لهذا فإن عقود الإيجار التشغيلي ليست مدفوعات كاملة. من وجهة نظر محاسبية، فإن هذا النوع من الإيجار (إذا فشل في تلبية المعايير المختلفة التي تحدد عقد الإيجار التمويلي) ينتج عنه تمويل خارج الميزانية العمومية والذي يمكن أن يكون مفيدًا للشركات من حيث نسب المديونية وغيرها من النسب المحاسبية. 
على عكس الإيجار التمويلي (يختلف حسب المنطقة الجغرافية وما إذا كانت القيمة الباقية صغيرة) ، في نهاية عقد الإيجار التشغيلي، لا ينتقل صك الملكية إلى المستأجر، ولكنه يظل مع المؤجر. وفقًا لذلك، في نهاية عقد الإيجار التشغيلي، يكون للمستأجر عدة خيارات: 
- إسترجاع المعدات.
- تجديد عقد الإيجار.
- شراء المعدات (غير متوفرة في جميع المناطق الجغرافية).

تقدم عقود الإيجار التشغيلية، حيث يأخذ المؤجر قيمة باقية، مجموعة من المزايا للمستأجر من النوع الذي لا توفره عقود الإيجار التمويلي. 
1. ↑  "معلومات عن إيجار تشغيلي على موقع babelnet.org". babelnet.org. مؤرشف من الأصل في 2020-10-25.
2. ↑  "معلومات عن إيجار تشغيلي على موقع jstor.org". jstor.org.